# Освенцим
Освенцим (пол. Oświęcim, нім. Auschwitz) — місто в південній Польщі, на річці Сола. Адміністративний центр Освенцимського повіту Малопольського воєводства.

## Історія
У 1940—1945 роках тут існував один із найбільших нацистських концтаборів Аушвіц (нім. Auschwitz). У концтаборі встановлені меморіальні плити декількома мовами, в тому числі і українською. Напис на плиті: «Нехай буде навічно криком розпачу й застереженням для людства це місце, на якому гітлерівці вбили майже півтора мільйона чоловіків, жінок і дітей, головним чином євреїв з різних країн Європи. Аушвіц — Біркенау 1940—1945».
У концентраційному таборі також утримувалася велика кількість українців (14,5 тисяч), зокрема Олександр і Василь Бандери (брати Степана Бандери), Андрій Ющенко (батько Віктора Ющенка), один з провідників ОУН Лев Ребет та ін.

## Демографія
Демографічна структура станом на 31 березня 2011 року:
|          | Загалом | Допрацездатний вік | Працездатний вік | Постпрацездатний вік |
| -------- | ------- | ------------------ | ---------------- | -------------------- |
| Чоловіки | 19155   | 3374               | 12997            | 2784                 |
| Жінки    | 21187   | 3203               | 12003            | 5981                 |
| Разом    | 40342   | 6577               | 25000            | 8765                 |

## Спорт

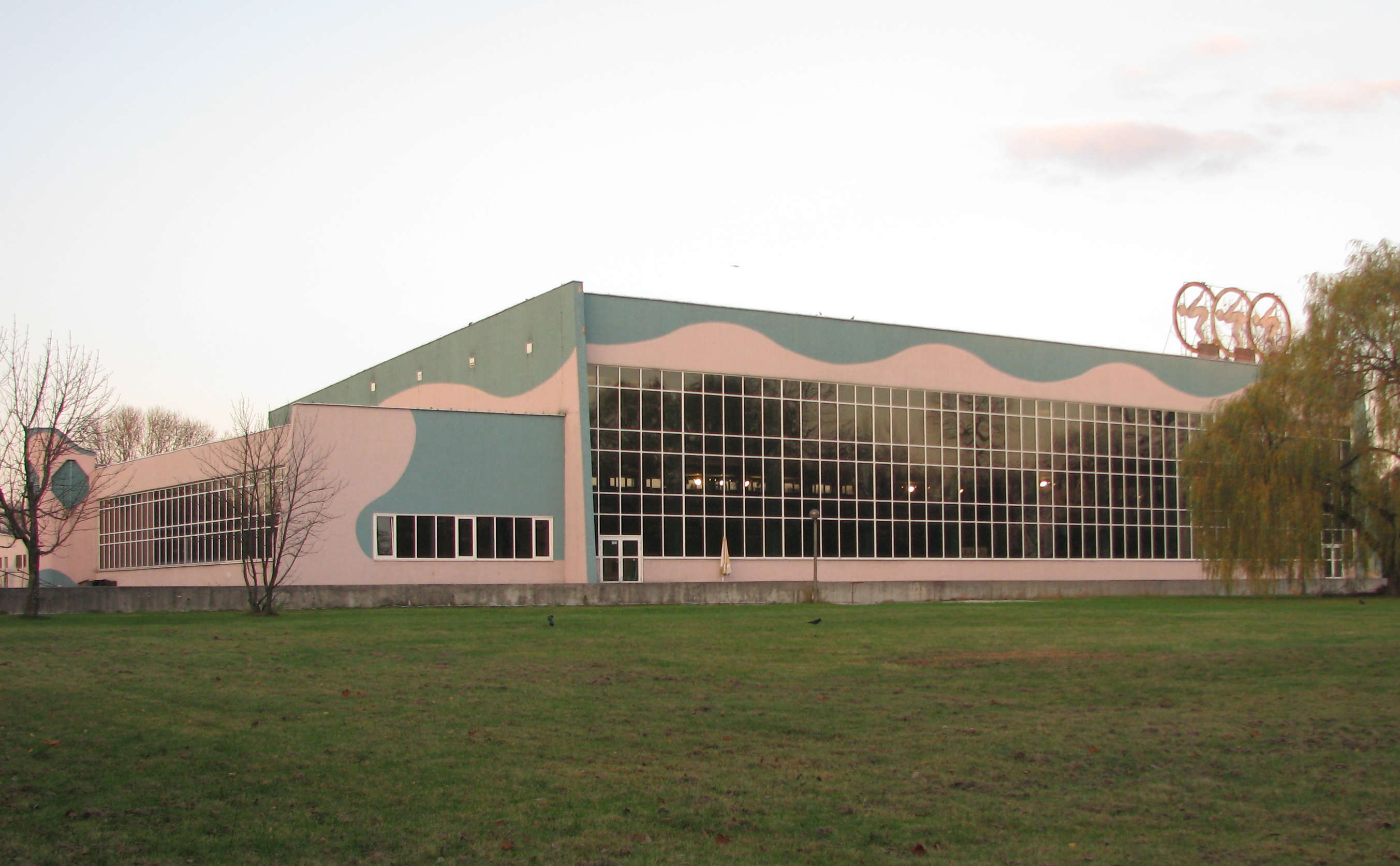
Плавальний басейн

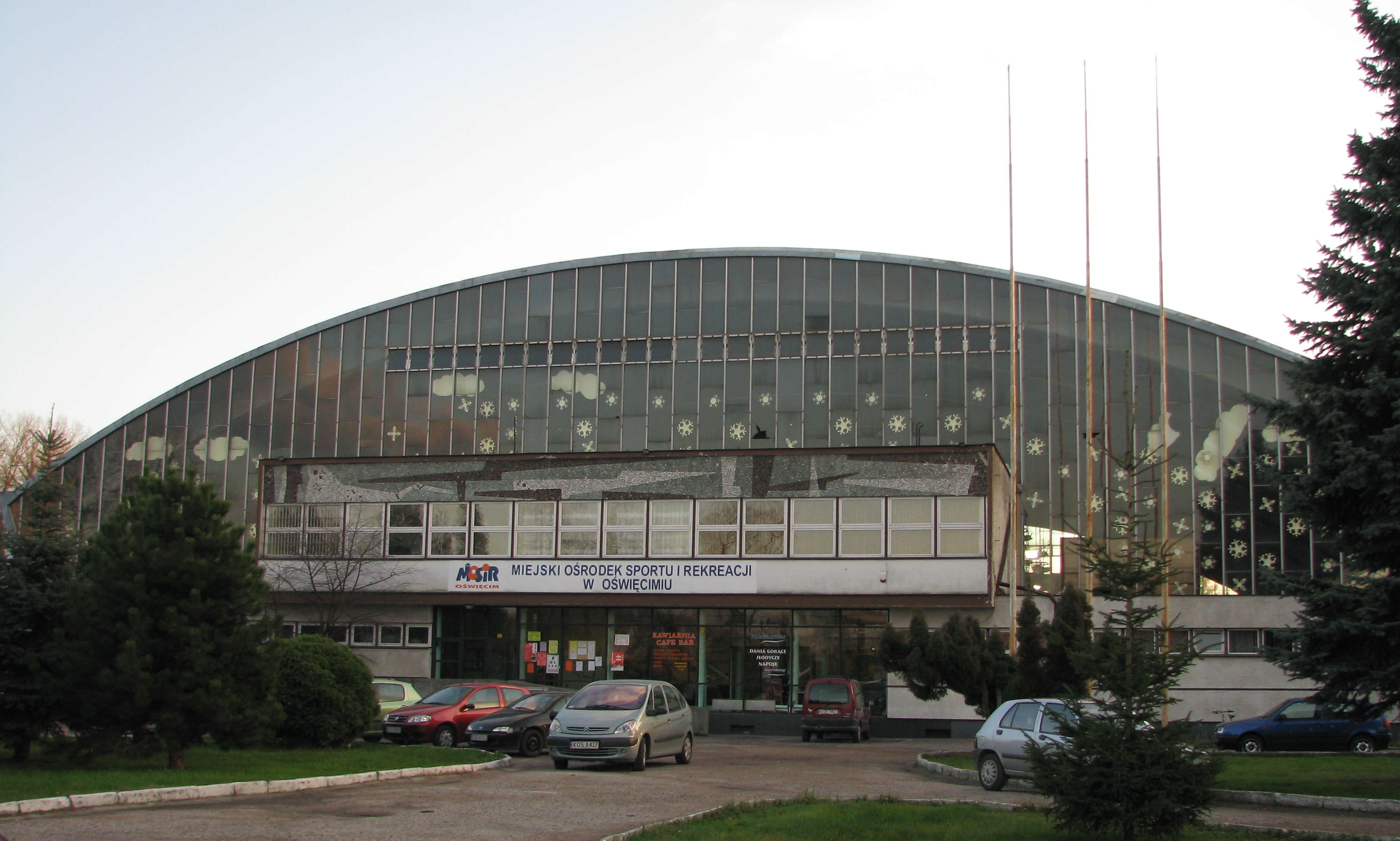
Льодовий палац спорту

### Муніципальний спорт і відпочинок
- Критий плавальний басейн, вулиця Chemików 2
- Льодовий палац спорту, вулиця Chemików 4
- Футбольні стадіони
- «Готель Олімпійський»

### Спортивні клуби
- Хокейний клуб
- Плавальний клуб
- Клуб фігурного катання
- Студентський хокейний клуб
- Жіночий хокейний клуб
- Баскетбольний клуб
- Футбольний клуб
- Волейбольний клуб
- Тенісний клуб
- Клуб стрільби з лука

## Відомі люди
- Шимон Клугер (1925—2000) — останній із довоєнних єврейських жителів міста.
- Едвард Лєпший (1855—1932) — польський художник, уродженець міста.